# Albrecht Daniel Thaer

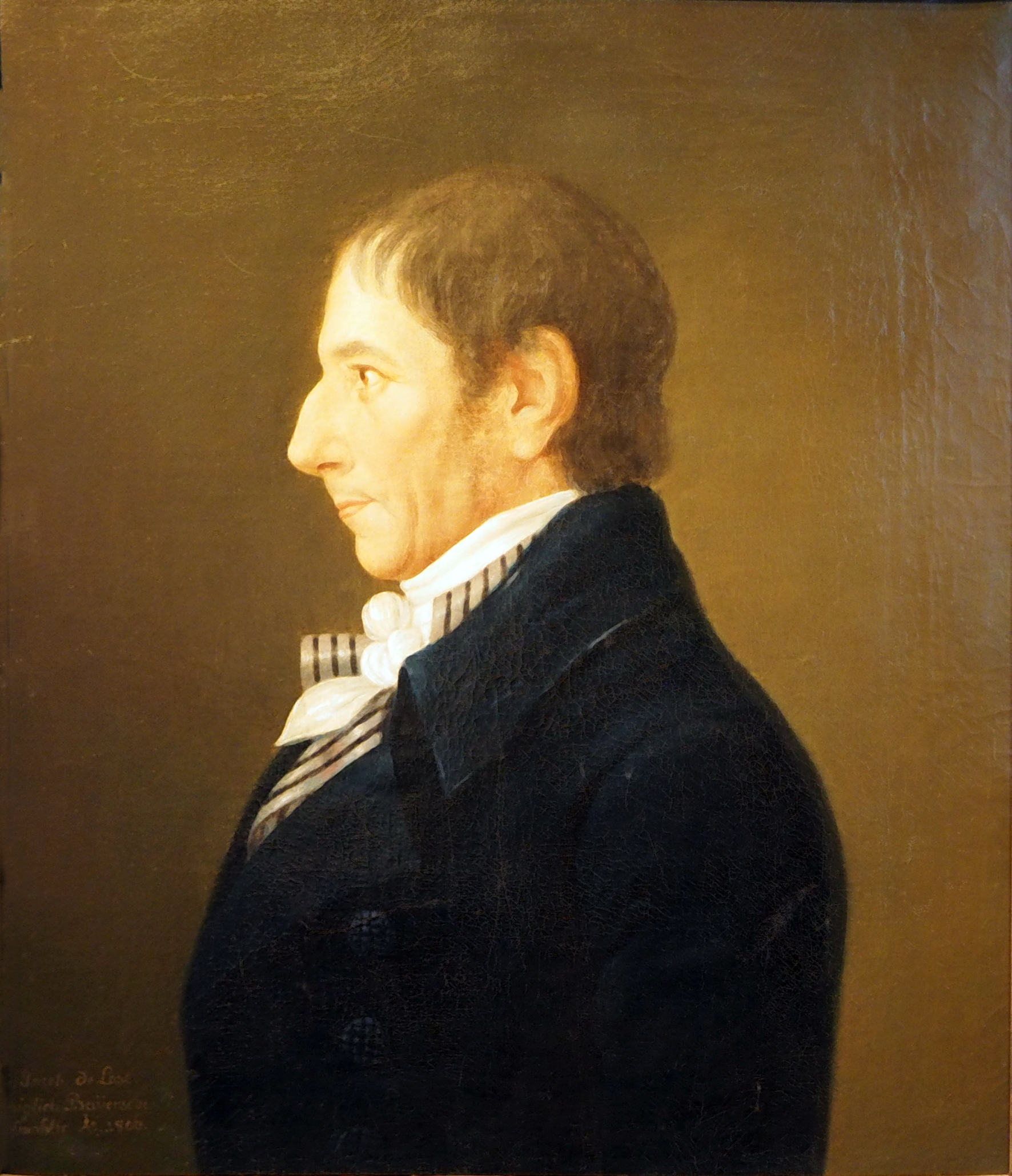
Albrecht Daniel Thaer, Porträt von Johann Jacob de Lose (1806)

Albrecht Daniel Thaer [tɛːɐ̯] (* 14. Mai 1752 in Celle; † 26. Oktober 1828 auf Gut Möglin bei Wriezen) war ein deutscher Polywissenschaftler. Er gilt als Begründer der Agrarwissenschaften. und erster Professor der Landwirtschaft.

## Herkunft und Ausbildung

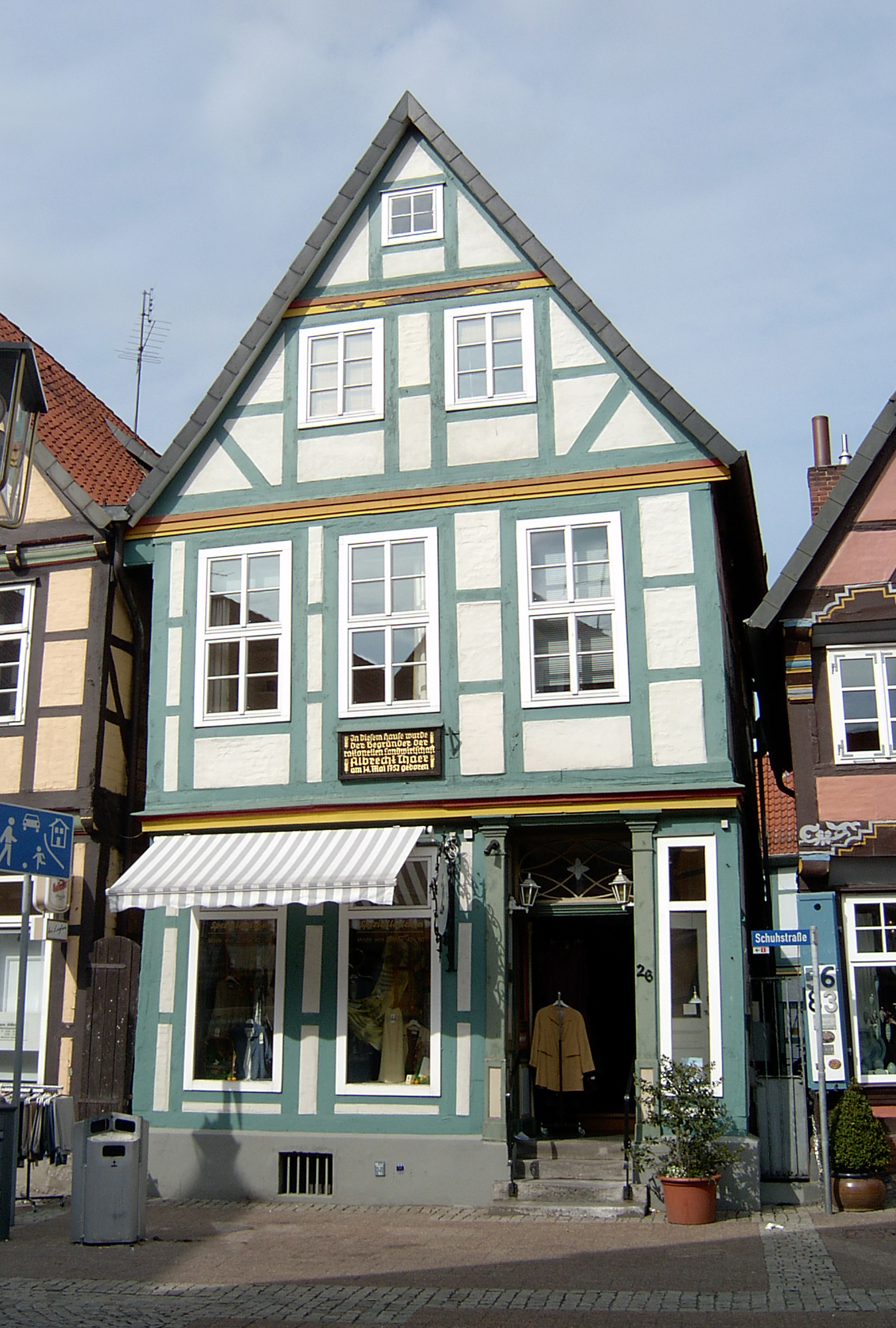
Geburtshaus von Albrecht Daniel Thaer in Celle

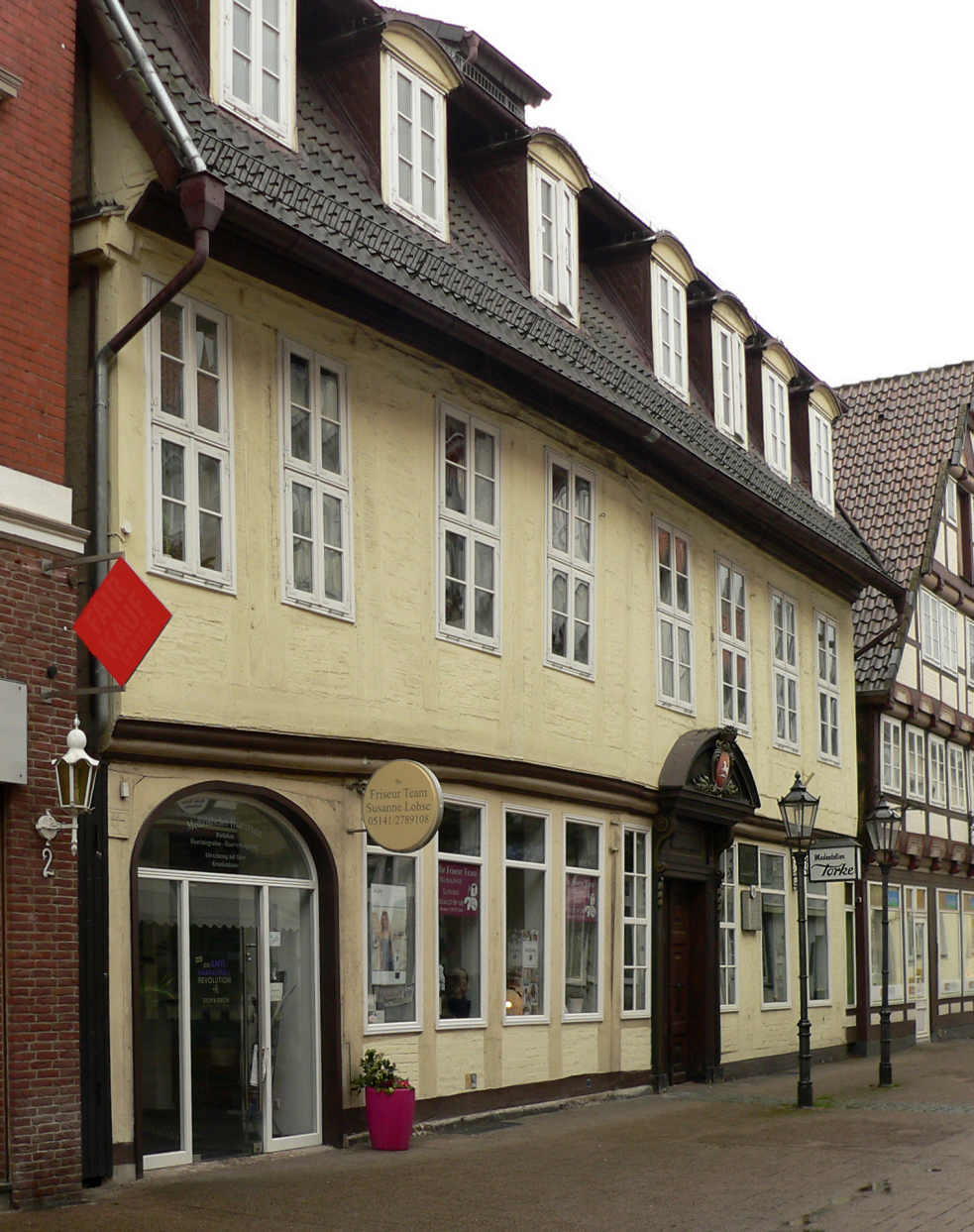
Wohnhaus von Albrecht Daniel Thaer in Celle von 1781 bis 1804

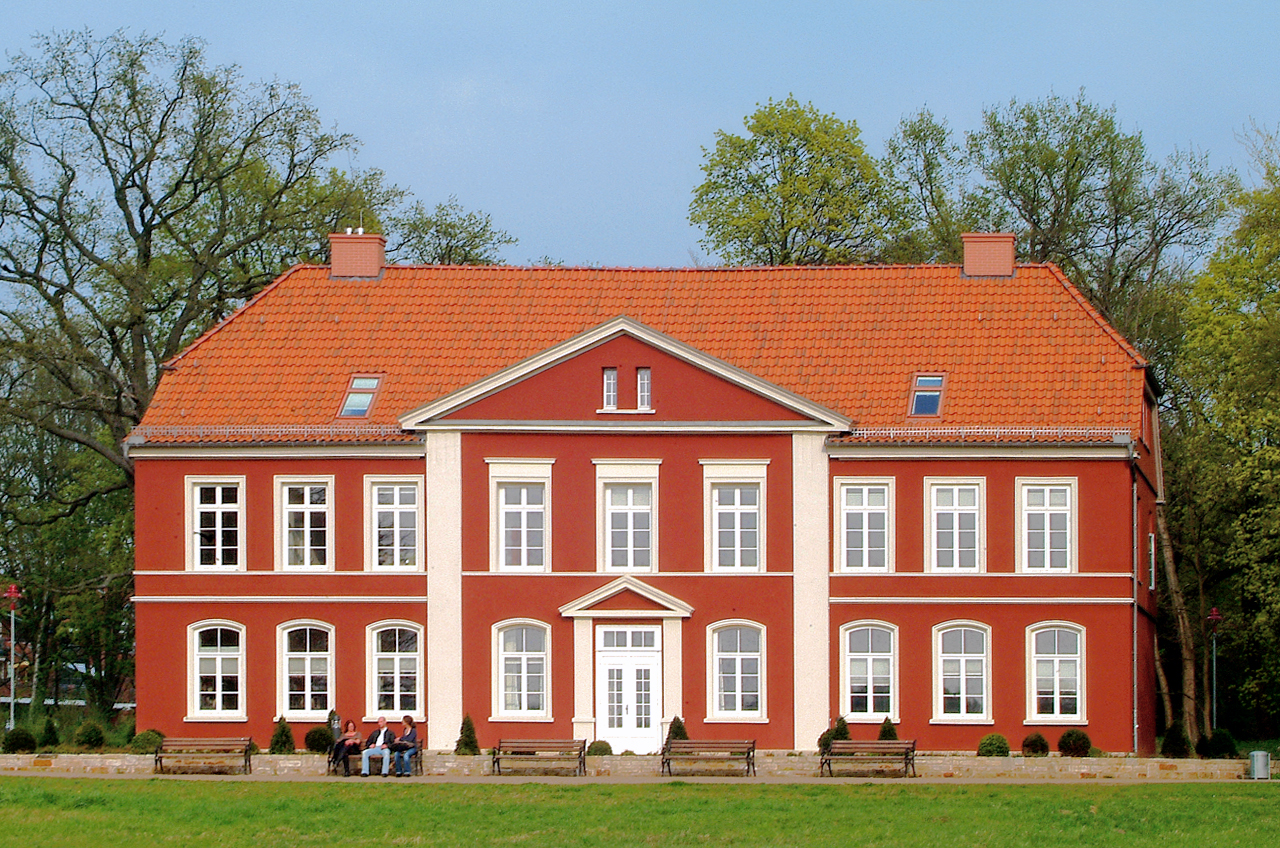
Die 1793 erbaute Thaersche Villa

Thaer war der Sohn des aus Liebenwerda stammenden Arztes Johann Friedrich Thaer (1708–1778). Thaers Mutter, geborene Sophie Elisabeth Saffe, starb 1762, als Thaer 10 Jahre alt war. Ab 1765, mit 13 Jahren, besuchte er in Celle die Lateinschule, das spätere Ernestinum. Mit 18 Jahren begann er das Studium der Medizin an der Universität Göttingen und wohnte dort von 1770 bis 1774 in der Roten Straße 29.

## Arzt in Celle
Im Jahr 1774 kehrte er als Arzt nach Celle zurück. Aufgrund seines Erfolges wurde er Leibarzt von Georg III., dem Kurfürsten von Hannover. Er übernahm das Amt von Johann Daniel Taube, der ihn als Nachfolger empfohlen hatte.

## Heirat und Familie
Im Jahr 1786 heiratete er Philippine von Willich (1760–1835), Tochter des Vizepräsidenten des Oberappellationsgerichts Celle Georg Wilhelm von Willich. Von ihren elf Kindern starben in Celle drei Söhne bei oder wenige Tage nach der Geburt. Im März 1807 starb ihre jüngste Tochter Henriette Arthemisia im Alter von fünf Jahren, zwei Monate später ihr vierjähriger Sohn Ludwig Ernst. Mit 17 Jahren starb im Februar 1814 ihr Sohn August.
Die älteste Tochter Wilhelmine (1787–1865) wurde Chanoinesse im Kloster Wienhausen. Die um ein Jahr jüngere Tochter Caroline (1788–1845) heiratete 1809 den Mögliner Professor Georg Ernst Wilhelm Crome (1781–1813) und 1815 Franz Körte (1782–1845), ebenfalls Professor in Möglin.
Die Söhne Georg (1789–1857), Ernst (1790–1837) und Albrecht Philipp (1794–1863) begründeten genealogisch den Pantener Stamm in Schlesien (durch Übernahme der dortigen dritten preußischen Stammschäferei), den Berliner Stamm und den Mögliner Stamm.
Er hatte sich in Celle ein geräumiges Haus mit einem sehr großen Hofraum gekauft.

## Wirken als Agronom
Neben seiner Tätigkeit als Arzt beschäftigte Thaer sich mit Blumenzucht und Landwirtschaft. Im Jahr 1780 wurde Thaer in die Celler Landwirtschaftsgesellschaft berufen, deren offizielle Bezeichnung Königlich großbritanisch kurfürstlich-braunschweigisch-lüneburgische Landwirtschaftsgesellschaft lautete. Er testete zum Beispiel einen Doppelpflug, den König Georg III. nach Celle schickte.
Die großen Arbeiten Thaers wurden von der 1796 in Braunschweig erschienenen Anleitung zum landwirthschaftlichen Rechnungswesen, nach Grundsätzen der kaufmännischen Rechnungsführung von Johann Isaak Berghaus inspiriert. Albrecht Thaer berichtete 1798 im ersten von drei Bänden über den beeindruckenden Stand der englischen Landwirtschaft: Einleitung zur Kenntniß der englischen Landwirthschaft und ihrer neueren praktischen und theoretischen Fortschritte, in Rücksicht auf Vervollkommnung deutscher Landwirthschaft für denkende Landwirthe und Cameralisten.
Thaers erste Kontaktaufnahme mit Preußen bestand darin, dass er noch im Frühjahr 1798 den ersten Band seiner „englischen Landwirtschaft“ an König Friedrich Wilhelm III. sandte. Der König bedankte sich umgehend und betonte angesichts der geringen Stufe in seinen Staaten die Wichtigkeit des Akkerbaues in Beziehung auf individuelle und gemeine Wohlfarth und in Verbindung mit den Vorzügen der englischen Landwirthschaft.
Mit der Verbindung Arzt und Landwirt entsprach Thaer auch dem, was in England zu beobachten war. Sein erster Biograph, Wilhelm Körte, hob hervor, dass dort sehr viele Aerzte praktische Landwirthe waren und die Landwirthschaft durch die berühmtesten medicinischen Schriftsteller sehr bedeutend gefördert wurde.
1799 unternahm Thaer mit seinem Freund v. Mandelsloh eine Reise nach der Mark, wo er viele seiner nachherigen bedeutendsten Gönner und Freunde kennen lernte, insbesondere Helene Charlotte von Friedland, sowie ihre Tochter und deren Gemahl, Peter Alexander von Itzenplitz, der zu Thaers nachheriger Uebersiedlung nach Preußen und in die Nähe seiner Güter selbst, am meisten mitgewirkt hat. Nach zwei Jahren wiederholte er diese Reise auf Einladung der Frau v. Friedland; dieses Mal in Begleitung seiner Frau und der Töchter Wilhelmine und Caroline.
Von 1799 bis 1804 gab er gemeinsam mit J. C. Beneke die Annalen der Niedersächsischen Landwirthschaft heraus.
Im Jahr 1802 gründete er in Celle in den Dammaschwiesen das erste deutsche Landwirtschaftliche Lehrinstitut (heute „Thaers Garten“). Dort erzielte er unter anderem mit der Fruchtwechselwirtschaft große Ertragssteigerungen.
1804 erschienen die Beyträge zur Kenntniß der englischen Landwirthschaft. Dritter und letzter Band mit der Widmung zum Tode von Helene Charlotte von Friedland.

### Umzug nach Preußen

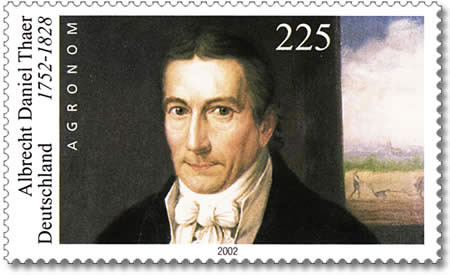
Albrecht Daniel Thaer, Porträt von Johann Jacob de Lose (1803) auf einer deutschen Briefmarke von 2002 zum 250. Geburtstag von Thaer

Im Jahr 1804 wechselte Thaer in preußische Dienste.
Mitte Februar 1804 schrieb Minister Karl August von Hardenberg an Thaer, dass er ihn „dem preußischen Staate erwerben“ möchte und ob er bereit wäre, seine Celler „Verhältnisse aufzugeben und sich ganz der landwirthschaftlichen Wissenschaft zu widmen“. Dazu versprach ihm Hardenberg „eine große Landökonomie“, um auf ihr „Musterwirthschaften und eine Lehranstalt“ einzurichten.
Thaer reiste umgehend nach Berlin, um Verhandlungen mit den preußischen Behörden aufzunehmen. Für die Bereitschaft, sein Lehr Institut und sein landwirthschaftliches Journal in Preußen fortzusetzen, erhielt Thaer Mitte März 1804 vom König folgende Zugeständnisse: Ordentliche Mitgliedschaft in der Königlich-Preußischen Akademie der Wissenschaften; Drey bis Vier Hundert Morgen des Amtes Wollup mit der Erlaubnis, diese zu veräußern und ein besser geeignetes anderes freyes Guth dafür zu kaufen; Schutz und Begünstigung des landwirthschaftlichen Lehr-Instituts; Censurfreyheit für sein landwirthschaftliches Journal; Begünstigungen beym Brief-Porto; Ausübung der Medizinischen Praxis; schließlich Verleihung des Titels Geheimen Rath. Bei der teilweisen Übertragung des Amtes Wollup legte man exakt 400 Morgen zugrunde, eine etwa 100 Hektaren große Fläche. Im Juni 1804 erwarb Thaer das Rittergut Möglin bei Wriezen. Erst 1806 verkaufte er Wollup.
Mit Beginn des Umzugs traten ihm manche Schwierigkeiten entgegen. Er hatte seine Besitzungen bei Celle zu einem Spottpreise und gegen nicht realisirbare landschaftliche Obligationen verkaufen müssen und erlitt unmittelbar nach dem Ankaufe von Moegelin und vor seiner Ankunft hierselbst den beinah totalen Verlust der hiesigen halb veredelten Schäferei an den Pocken. Auf den größten Theil der Schriften, Hefte, Auszüge, Briefe, und die ausgewählten Bücher aus Celle musste Thaer in Möglin verzichten, da sie beim Transport entweder vertauscht, entwendet worden, oder sonst verloren gegangen sind. Durch den Verlust der Manuscripte hatte er das bereits Gesammelte von neuem zusammensuchen, das bereits geordnet Niedergeschriebene von neuem verfassen müssen.
Im Gegenzug für genannte Grundstücksübertragung hatte Thaer vor allem sein landwirtschaftliches Lehrinstitut von Celle nach Preußen zu verlegen. Im Juni 1806 schrieb er an König Friedrich Wilhelm III., daß der Eröfnung dieses Instituts auf nächsten Michaelis nichts weiter entgegensteht, und erinnerte ihn an das zwei Jahre zuvor gegebene Versprechen Schutz und Begünstigung des landwirthschaftlichen Lehr-Instituts zu erhalten. Umgehend erging die Aufforderung des Königs an die zuständigen Behörden, dieses Institut, von dem sich sowohl für die Landwirthschaft als für den öffentlichen Dienst in diesem Fache ein großer Nutzen erwarten läßt, in besondern Schutz zu nehmen.
Mitte Oktober 1806 erlitt Preußen bei Jena und Auerstedt die entscheidende Niederlage gegen Frankreich. Im November begann im Mögliner Institut der erste Kurs mit wenigen Teilnehmern: Es kamen, der Kriegsunruhen wegen, statt einundzwanzig, anfangs nur drei, nach und nach fünf bis sechs.

### „Annalen des Ackerbaues“ und „Grundsätze der rationellen Landwirthschaft“
Entsprechend der Verpflichtung zur Fortsetzung seines Journals gab Thaer seit Anfang 1805 monatlich ein Heft der Annalen des Ackerbaues heraus, wovon sechs Hefte einen Band bildeten. Der letzte der zwölf Bände erschien 1810. Schon im Juni 1804 kündigte Thaer die erweiterte Thematik seiner Annalen an: „Das Journal soll eigentlich alles das begreifen, was auf Ackerbau, Viehzucht und Betrieb des wirthschaftlichen Gewerbes nahen Bezug hat.“
Im Herbst 1809 erschien der erste Band seiner schon in Celle vorbereiteten Grundsätze der rationellen Landwirthschaft. Als „systematisches, nicht fragmentarisches Werk in einem Fache, welches noch nicht wissenschaftlich behandelt war“, wurde es zu einem der Hauptwerke der Agrarwissenschaft. 1810 erschienen der zweite und dritte Band, 1812 der vierte Band.
Die Fortsetzung der Annalen des Ackerbaues gab Thaer 1811 und 1812 unter dem geänderten Titel Annalen der Fortschritte der Landwirthschaft in Theorie und Praxis in zwölf Stücken heraus.

### Staatsrat im Innenministerium
Nachdem Gottlob Johann Christian Kunth und Johann Gottfried Hoffmann zu Staatsräten für Fabriken bzw. Staatswirtschaft in der Sektion Gewerbepolizei des preußischen Innenministeriums ernannt wurden, wandte sich Innenminister Friedrich Ferdinand Alexander zu Dohna-Schlobitten Ende Dezember 1808 an Sektionsleiter Theodor von Schön, der betreffend die Besetzung der 3ten Staatsraths-Stelle bey der Section der Gewerbe-Policey (…) den Geheimen Rath Thaer genannt hatte. Dohna überließ es Schön, bei Thaer anzufragen, ob er gegen eine Besoldung von 800 rt järlich diese Stelle annehmen wolle. Allerdings stellte Dohna die Bedingung, dass Thaer nur von Zeit zu Zeit in Berlin anwesend sey, den Sitzungen als dann beiwohne und zu jeder Zeit schriftliche Gutachten abgebe. Schön, der bereits im April 1809 als Sektionsleiter zurücktrat, erklärte Thaer gleich am nächsten Tage, dass es unrecht seyn (würde) ihn als landwirthschaftlichen Schriftsteller und praktischen Landwirth dem deutschen Vaterlande zu entziehen und meinte damit den Fall, dass Thaer ausschließlich Officiant werden würde. Thaer sollte sich zwar auch Schön zufolge verpflichten, zu jeder Zeit schriftliche Gutachen abzugeben und nur von Zeit zu Zeit den Sitzungen des Departements der Gewerbe Policey beyzuwohnen. Schön überließ es aber Thaer, selbst zu bestimmen, in welchen Monaten und wie oft es der Fall sein soll und schlug ihm schließlich ein leicht erhöhtes Gehalt von 800 bis 1000 Thl. vor.
Thaer antwortete Anfang Januar 1809, dass ihm Ostern, Michaelis und Weihnachten die passendsten zu einem längeren und regulairen Aufenthalt in Berlin wären, doch stünde er freilich zu jeder Zeit auf einige Tage zu Diensten. Als Gehalt schienen ihm 1000 Taler angemessen. Schließlich wünschte er sich einen geschickten concipirenden Secretair, da ihm wegen einer veralteten vertagten Gicht am rechten Arme das Führen der Feder ungemein sauer wird.
Mit Schreiben vom April 1809, dessen Entwurf von Hoffmann stammte, bekam Thaer von Theodor von Schön gleich zwei größere Aufträge. Er bat ihn, die dem Schreiben beigefügten Grundlagen einer neuen Gemeinheitstheilungsordnung seiner Prüfung zu unterwerfen und sodann den Entwurf zu einer vollständigen neuen Gemeinheitstheilungsordnung auszuarbeiten. Für diejenigen, die bei Teilungen künftig als Schiedsrichter auftreten werden, sollte Thaer eine Schrift in der Sprache des gemeinen Mannes verfassen und einen solchen Leitfaden (Guide) für die Marken und Pommern gefälligst publiciren, damit ähnliche Werke nach diesem Muster für Preußen einer- und Schlesien andrerseits bearbeitet werden könnten.
Das Ergebnis seiner Prüfung der Grundlagen legte Thaer bereits Anfang Mai 1809 mit einigen Kritikpunkten und ausführlichen Begründungen vor. Er begrüßte, dass das schiedsrichterliche Ermessen vorgezogen wurde, betonte aber, dass die Justiz-Commissarien, welche an ähnliche Geschäfte gewohnt sind, mit gutem Grunde ausgeschlossen werden sollten. Er bemängelte, daß die Schiedsrichter das ganze Geschäfft der Gemeinheitsteilungen selbst betreiben sollten. Dagegen schlug er vor, hauptsächlich besoldete gute Oekonomiecommissarien einzustellen, die aber auch durch Rath und Belehrung die Landeskultur verbreiten müssten. Die Schiedsrichter wären dann Thaer zufolge gewissermaaßen eine zweite Instanz, von denen man eher eine unpartheyische Prüfung der Widersprüche, die dagegen gemacht werden, erwarten würde.
Anlässlich einer vorläufigen Erklärung des Justiz Ministerii über die Gemeinheitstheilungs Ordnung, wandte sich Anfang Februar 1810 Innenminister Dohna-Schlobitten, der mit den darin enthaltenen Aeußerungen nicht einverstanden war, an Thaer und bat ihn um ein sachkundiges Gutachten über die Aeußerungen des Justiz Ministerii, das er so gedrängt, klar und treffend, als möglich zu entwerfen habe. Anschließend sollte sich Thaer gefällig auf einige Tage hie her nach Berlin begeben, da sich der Innenminister von mündlichen Verhandlungen noch zunächst einigen Erfolg versprach.

### Professor an der Berliner Universität
Als Leiter der Sektion für Kultus und öffentlichen Unterricht richtete Wilhelm von Humboldt im Juni 1810 an Thaer die Bitte, die Professur des Ackerbaus an der Universität Berlin zu übernehmen und wenigstens den Winter hindurch ordentliche Vorlesungen zu halten. Thaer machte die Annahme dieses Angebotes davon abhängig, dass die Kosten des Stadtlebens im Winter ersetzt werden, und gab zugleich den Hinweis, blos für Gelehrte nicht arbeiten zu wollen.
Thaer sollte den hiesigen Studirenden mit seinen schätzbaren oekonomischen und kameralistischen Kenntnißen nützlich werden, erklärte der vortragende Rat für öffentlichen Unterricht Georg Heinrich Ludwig Nicolovius, der im Juli 1810 beim König ohne Nennung des Faches und unter Verzicht auf das Ordinariat den Antrag stellte, den Staatsrath Thaer als Profeßor extraordinarius bei der hiesigen Universität anzustellen. Der König erteilte noch im selben Monat seine Zustimmung.
Im ersten Vorlesungsverzeichnis vom September 1810 wurden für das Wintersemester unter Kameralistische Wissenschaften die beiden Vorlesungen Thaers aufgeführt: Von dem Gewerbe der Landwirthschaft, oder der Bewirthschaftung der Landgüter im Allgemeinen, in Hinsicht auf die Landwirthe und den Staat, handelt Herr Prof. Thaer. Vom Ackerbau und der Viehzucht in ihren einzelnen Zweigen, derselbe.
Thaer wird zum Propagandisten für den Mergel als einem Idealen Bodenverbesserer, wenn mit ihm korrekt umgegangen wird.
Bereits nach zwei Semestern schrieb Thaer ans Innenministerium, dass er sich noch mehr überzeugt habe, daß aus den Vorlesungen über Landwirthschaft auf einer Universität wenig Nutzen hervorgehe. Im Februar 1819, als er beim König um seine Entlassung von der Professur nachsuchte und für das Mögliner Institut das Prädicat einer Königlich privilegirten Academie des Landbaues beantragte, betonte Thaer erneut den geringen Nutzen, den der Vortrag der Landwirthschaft vom Universitäts-Catheder, wegen mangelnder lebendiger Anschauung und des in einer großen Stadt nicht dafür erweckten Sinnes hätte. Nach Ansicht seines Sohnes Albrecht Philipp gab Thaer wegen der Beschwerlichkeit des Umzuges, der Kostbarkeit des städtischen Haushaltes und einer Abneigung gegen das Stadtleben den Lehrstuhl in Berlin selbst auf und verlegte ihn gänzlich nach Moeglin.

### Merino-Zucht
Zur Einrichtung einer höchst edlen Stamm Schäferey des preußischen Staates schlug Thaer am 29. Juli 1815 dem Innenministerium vor, dass man gegen billige Bezahlung aus den Schäfereyen von Malmaison und Ferté Beauharnais oder andern einen ganz vorzüglichen Stamm erhalten könnte. Thaer wäre auch trotz seines Alters bereit gewesen, das goldne Vließ aus Franckreich zu hohlen, wie er ans Ministerium schrieb. Den weiten Weg der spanischen Merinos aus der Pariser Region nach Preußen organisierte und begleitete dann allerdings Leutnant von Dewitz.
Im März 1816 wurde Thaer die obere Aufsicht über die beiden in Brandenburg und Schlesien zu errichtenden staatlichen Merino-Stammschäfereien übertragen, die dem preußischen Innenministerium direkt unterstellt werden sollten.
Für Brandenburg schlug Thaer umgehend das Möglin benachbarte Gut Frankenfelde und als Administrator den Tierarzt Lezius vor, der Thaer zufolge als Stall- u. Gestütmeister Gestüten im Oestreichischen vorgestanden hat und Theorie und Praxis im ganzen ökonomischen Fache verbindet.
Außer Frankenfelde konnte nach Thaers Ansicht für die Stammschäferei in der Mittelmarck kein mehr zweckmäßiges Local gefunden werden, besonders weil es eine hohe, durchaus gesunde Dreischweide hat und in einer Koppelwirthschaft liegt. Wichtig für Thaer war auch, dass das Gut Frankenfelde in einer für den Landbau würcklich classischen Gegend lag, wo sich die feine Schafzüchterey besonders, mehr als auf irgend einem Fleck der Monarchie erhob.
In Begleitung seines ältesten Sohnes Georg unternahm Thaer im September und Oktober 1816 eine Dienstreise nach Schlesien zur Ausmittelung eines angemessenen Standorts für die in dieser Provinz einzurichtende Stamm-Schäferey und empfahl das Vorwerk Panthen bei Liegnitz. Sein ältester Sohn wurde Administrator dieser schlesischen Stammschäferei, für den Thaer Ende September 1823 als Vater des dortigen Administrators den Titel eines Amts- oder Domainen Raths beantragte und der König Anfang Oktober des Jahres den Titel Amts-Rath bewilligte.
Eine weitere Dienstreise wegen einer geplanten Stammschäferei unternahm Thaer im August und September 1819 nach Ostpreußen und Litthauen. Er schlug die Vorwerke Fredrichsberg und Cotelischen vor, da sie in der Mitte von Litthauen und in der Nachbarschaft von Trakenen liegen.
Mit dem Export von 50 Muttertieren nach Australien legte Thaer den Grundstock für die dortige Merinozucht.

## Lebensabend
Nach der Verordnung vom Februar 1817 wegen der den Civilbeamten beizulegenden Amtstitel und der Rang-Ordnung erfolgte im November 1817 mit wenigen Ausnahmen eine allgemeine Umbenennung der Titel der vortragenden Räte und Abteilungsdirektoren. Thaer erhielt damit statt des bisherigen Titels Staatsrath den künftigen Titel Geheimer Ober-Regierungsrath.
Aufgrund der jahrelangen schwierigen Existenz seines landwirtschaftlichen Lehrinstituts bat Thaer im Februar 1819 den preußischen König Friedrich Wilhelm III., daß das Institut das Prädicat einer Königlich privilegirten Academie des Landbaues erhalte, weil es nirgends weniger als in dieser Provinz gewürdigt und gewissermaaßen nur als Winkelschule betrachtet werde. Erst nach einem umfangreichen Schriftwechsel wurde dem Institut im Juli 1819 das Prädikat einer akademischen Lehr-Anstalt des Landbaues erteilt.
Anfang 1819 fasste Thaer den Entschluß, die Professur bei der hiesigen Universität und mit derselben eine bedeutende Einnahme aufzugeben. Als Grund nannte er nächst dem Institute in Möglin die vielen, aber nützlichen Geschäfte, welche ihm die Stamm-Schäfereien zuziehen. Thaers Professur endete im Herbst 1819. Ein halbes Jahrhundert später formulierte Landwirtschaftsminister Werner von Selchow Thaers Verzicht auf die Professur mit den Worten: Auch der berühmte Staatsrath Thaer ging von Berlin fort nach Moeglin, um im Stall und auf dem Felde seine Lehren erläutern zu können. Wegen seiner Oberaufsicht über die Stammschäfereien behielt Thaer auch nach seinem Verzicht auf die Berliner Professur seine Stelle im Innenministerium. Im Handbuch über den Königlich-Preussischen Hof und Staat wurde er bis zu seinem Todesjahr 1828 als vortragender Rat (bzw. Mitglied der 2. Abteilung) in diesem Ministerium geführt. Thaers Vorgesetzter und Direktor dieser landwirtschaftlichen Abteilung war von 1814 bis 1824 Friedrich Graf von Hardenberg (Friedrich August Burchardt, geb. 1770, gest. 1837), nicht zu verwechseln mit dem Staatskanzler Karl August von Hardenberg.
Im Rahmen der Karlsbader Beschlüsse wurde im Oktober 1819 die preußische Zensurverordnung erlassen und die der Akademie der Wissenschaften und den Universitäten verliehene Zensurfreiheit aufgehoben. Dem Minister des Innern und der Polizei zufolge hatte daher auch Thaer, in Ansehung der von ihm herausgegebenen Mögelinschen Annalen der Landwirthschaft sich der Censur unterwerfen müssen.
Mitte September 1827 sprach Thaer im Schreiben an Innenminister Friedrich von Schuckmann erstmals von seiner, durch eine schmerzhafte, seit drei Monathen anhaltende Krankheit, vermehrten Altersschwäche. Um die Fortsetzung des Mögliner Lehrinstituts zu sichern, bat er um Genehmigung, seinen Sohn Albrecht Philipp als Lehrer bei diesem Institute eintreten zu lassen, damit er seinen Vater im Fache der eigentlichen Landwirthschaft künftig unterstützen und ersetzen könnte. Gleichzeitig bat er darum, Albrecht Philipp die Expectanz eines angemessenen Gehalts nach Thaers Ableben zu sichern. Bei einem schwachen Besatze von 10 bis 12 Schülern, wovon mehrere nur ein halb Jahr bleiben, könnte die Anstalt ohne jenen Königl. Zuschuß nicht existieren. Laut Thaers Schreiben von Silvester 1827 an den preußischen König übernahm wegen der langwierigen und schmerzhaften Gichtkrankheit der Sohn den Lehrvortrag schon in diesem Semester. Thaer hoffte, nach der jetzt eingetretenden Besserung den Lehrvortrag, wenigstens zum Theil, nach einigen Wochen wieder übernehmen zu können, wobei ihm Albrecht Philipps Hülfe nothwendig sein dürfte.
Thaer wurde nicht in den Adelsstand erhoben. Der Inschrift Albrecht v. Thaer im Sockel zur Thaerbüste (im Vestibül des Albrecht Daniel Thaer-Instituts, Invalidenstraße 42) lag wohl eine Verwechselung mit seinem Enkel Georg Ernst von Thaer zugrunde.
Nach Josef Kulischer waren in der Mitte des 19. Jahrhunderts bereits die Ergebnisse der Arbeiten Thaers recht wohl sichtbar: auf gutgeführten Betrieben wurde der Boden tiefer gepflügt. Es kamen vervollkommnete, von Pferden in Bewegung gesetzte Ackergeräte auf. In den vierziger Jahren des Jahrhunderts begann die Einfuhr künstlicher Düngemittel nach Deutschland.

## Grabstätte im Mögliner Gutspark
Albrecht Daniel Thaer starb 1828 auf dem Rittergut Möglin. Seine Grabstätte sowie eine Thaer-Büste und ein Gedenkstein befinden sich im Mögliner Gutspark.

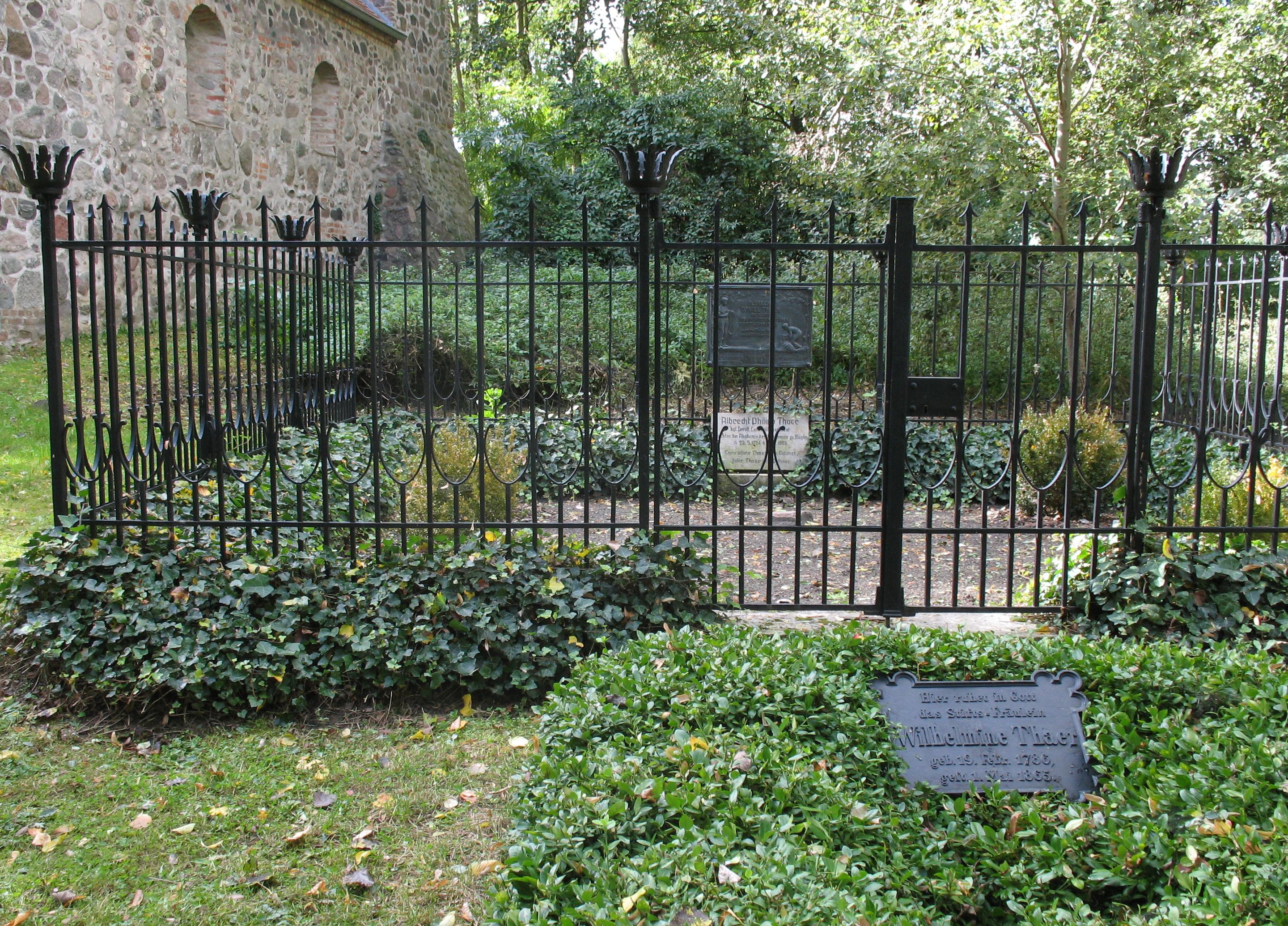
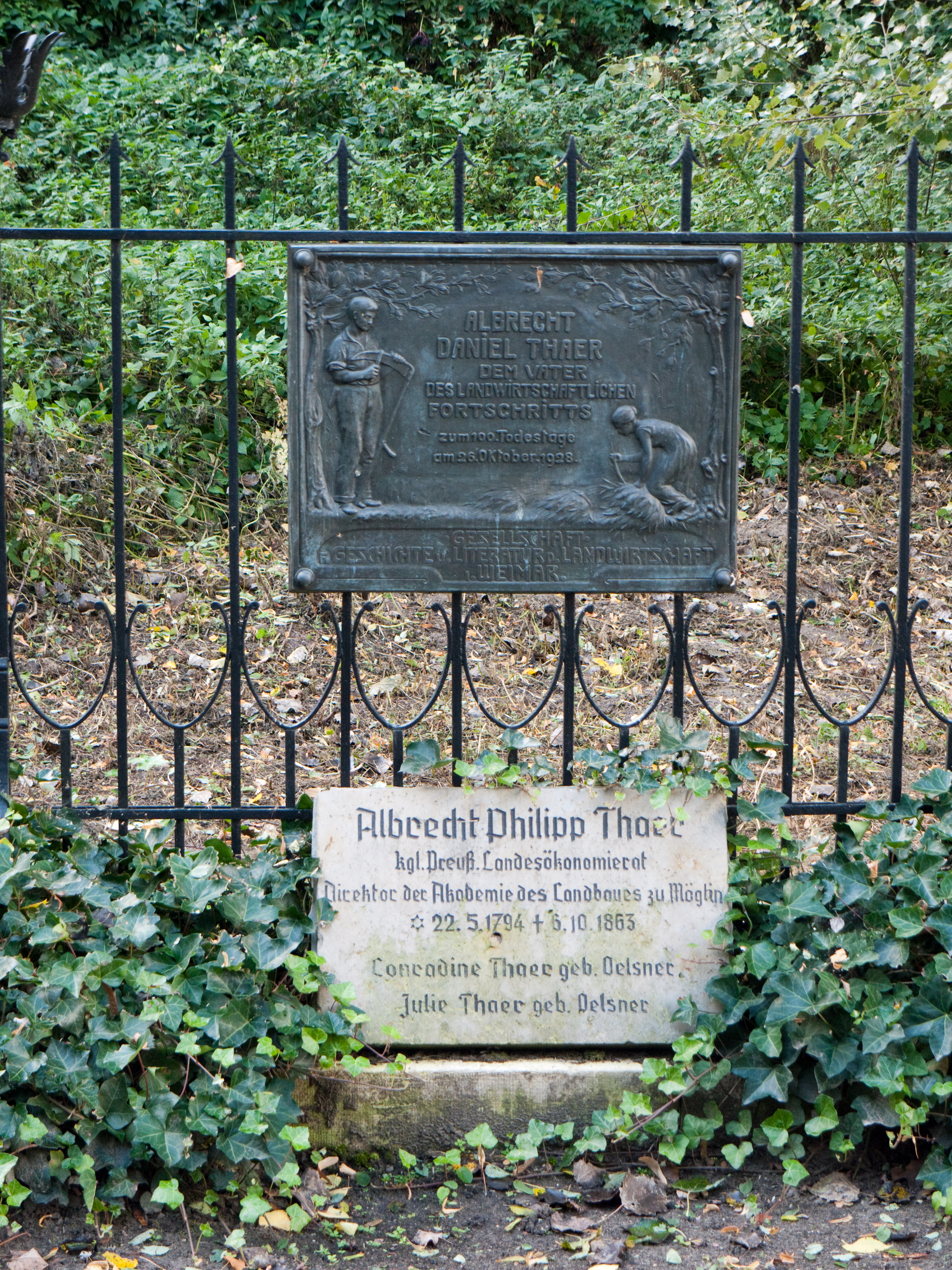
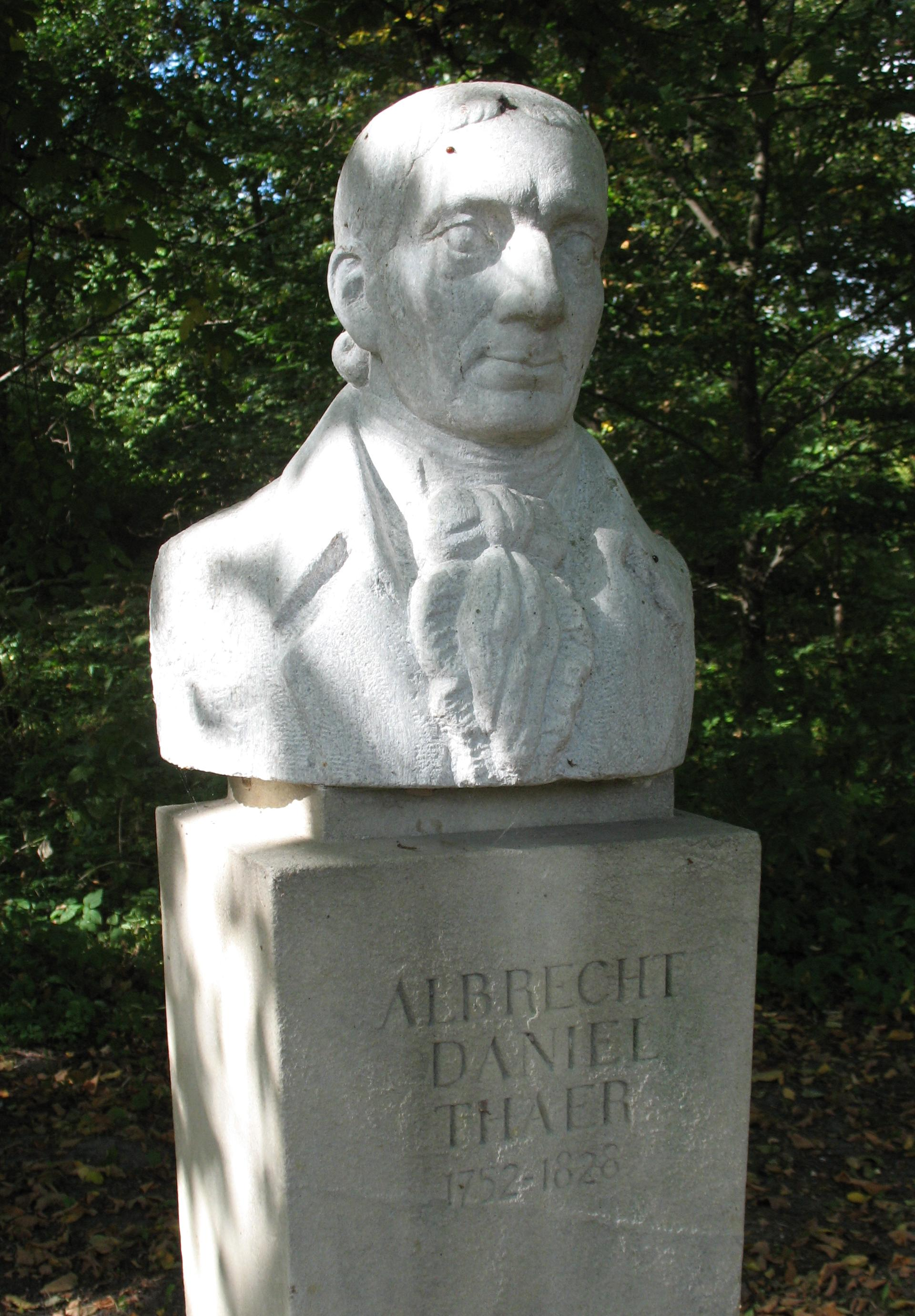
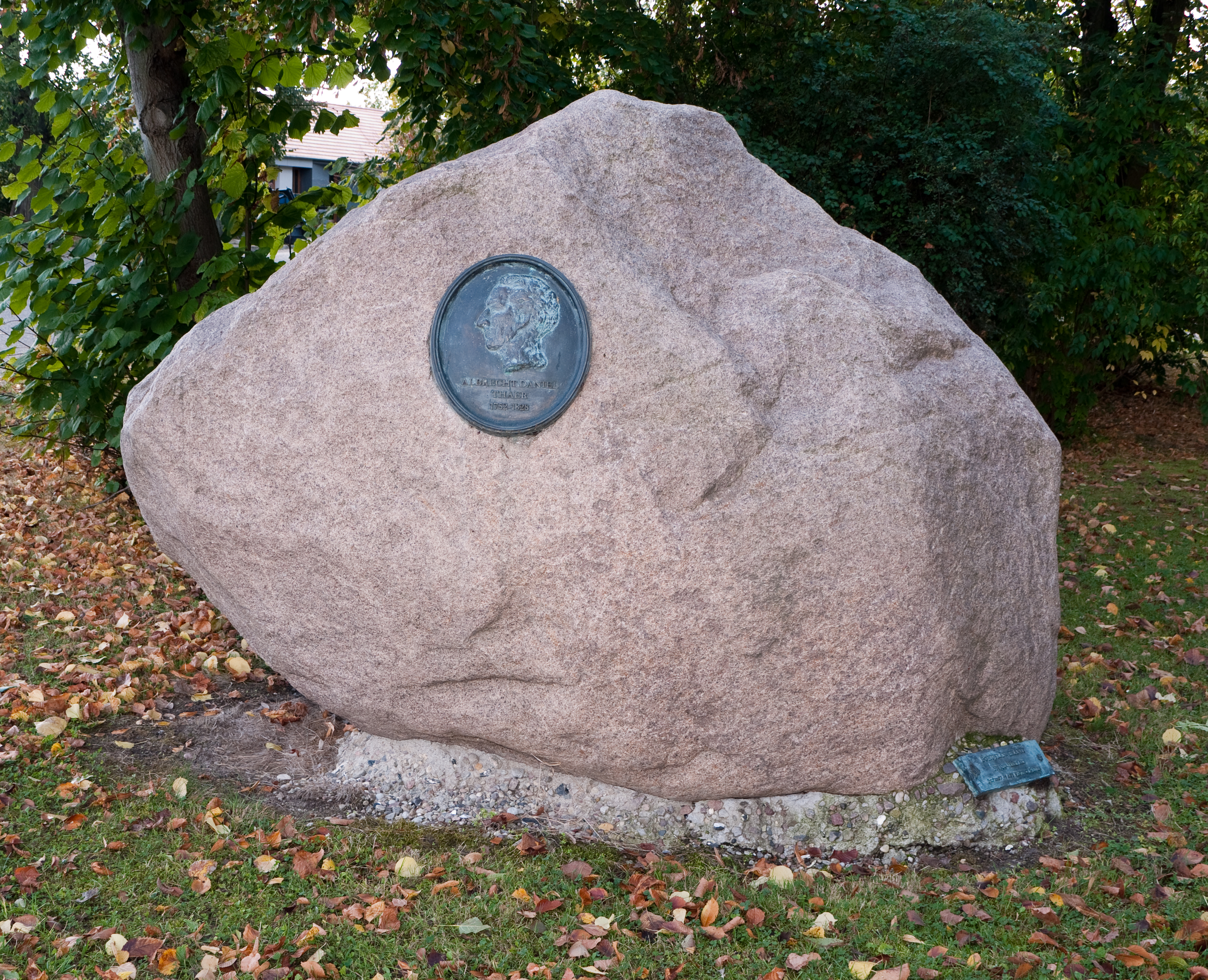
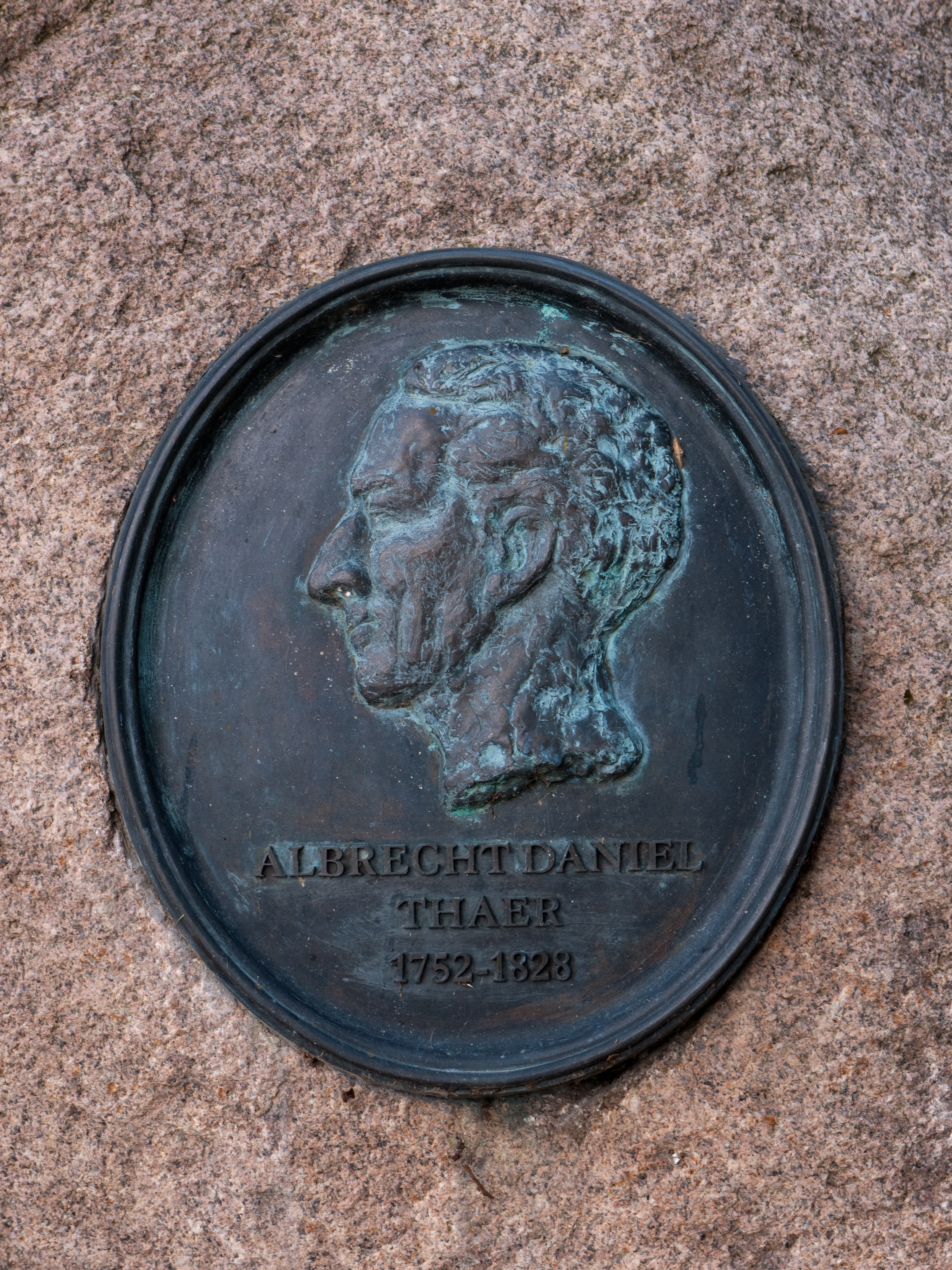
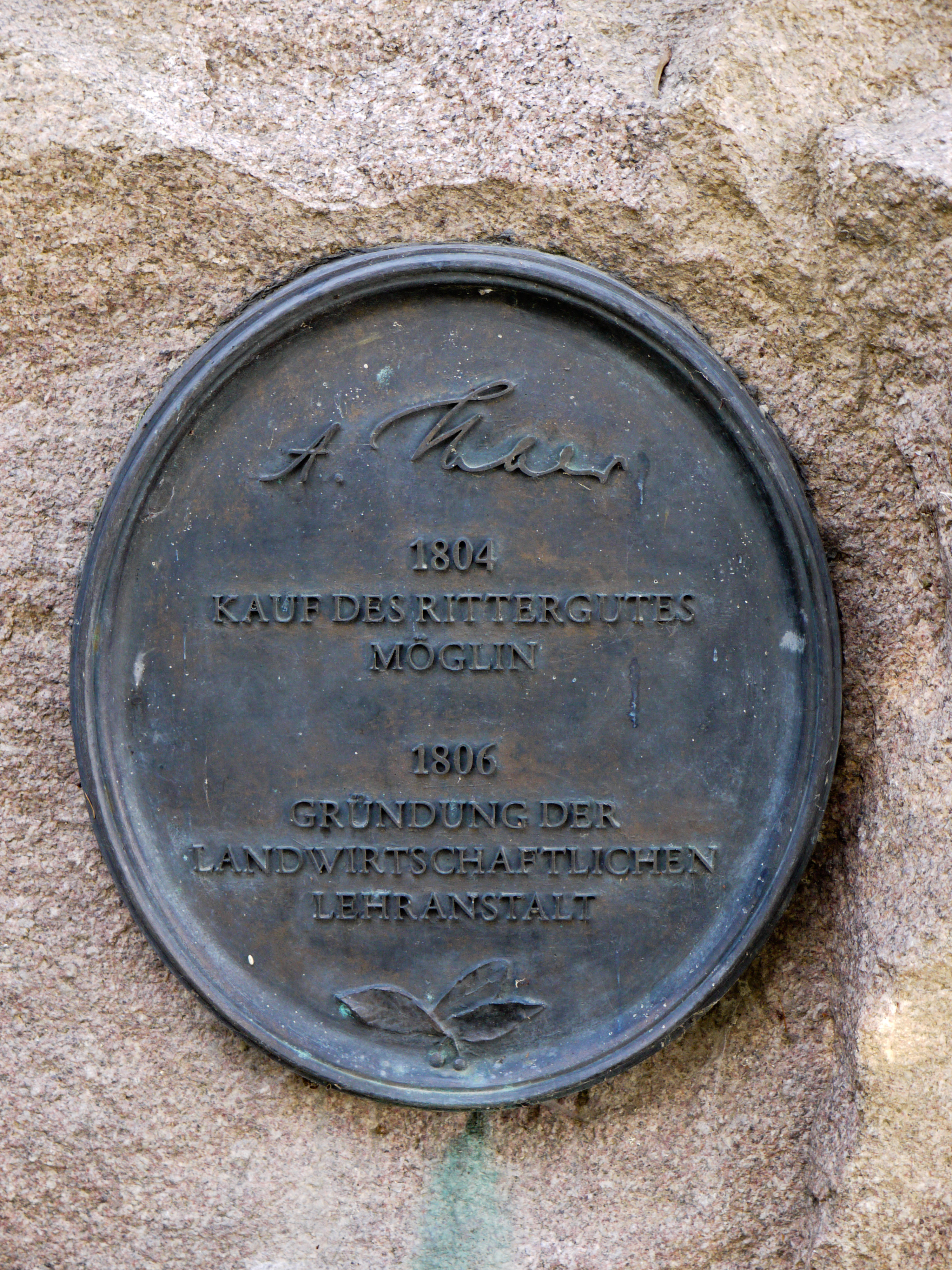

## Kein Denkmal auf öffentlichen Plätzen in Berlin
In einem Brief an Caroline von Humboldt vom 23. Juni 1828, vier Monate vor Thaers Tod, teilte Christian Daniel Rauch ihr mit, dass er in dieser Woche die Anfrage erhielt zu einem öffentl. Denkmahle ( - in Bronze ebenfalls) auf das Wirken des noch lebenden StaatsRaths Thaer, welches in Berlin errichtet werden soll, sein Standbild und viel Reliefs.
Im Auftrag der Freunde und Verehrer Thaers stellte Friedrich von Schuckmann, Innenminister für Handel und Gewerbe, am 3. Mai 1830 beim König Friedrich Wilhelm III. den Antrag, in Berlin ein Thaer-Denkmal zu errichten, und zwar in dem Stadtteil, der durch den Wollmarkt die größte Frequenz der Landwirthe aufwies, d. h. in der Klosterstraße an der Wand des Gewerbehauses oder an dem Trottoir.
Peter Beuth schlug dazu vor, einen Springbrunnen damit zu verbinden, den er während des Wollmarkts durch die Dampfmaschine des Gewerbehauses betrieben hätte.
Der König antwortete Schuckmann umgehend, dass weder der vorgeschlagene noch ein anderer öffentlicher Platz geeignet sei, und verwies darauf, dem Standbilde eine Stelle in Moegelin anzuweisen.
Enttäuscht über die mangelnde behördliche Unterstützung für ein Thaer-Denkmal in Berlin, schrieb Beuth am 8. Mai 1843 an Minister Ludwig Gustav von Thile: ich bin alt und stumpf geworden und liegt mir es näher, meinem Freunde Schinkel den letzten Liebesdienst durch den Guß seiner Statue zu erzeigen, wenn es Absicht ist, sie in Erz auszuführen.
Zehn Jahre später schien König Friedrich Wilhelm IV. den Grundsatz seiner Vorgänger zu verwerfen und den Platz zwischen Bibliothek und Opernhaus für Monumente zu bestimmen, die den in den friedlichen Verhältnissen des Lebens erworbenen Verdiensten gewidmet sein sollten. Ludolph von Beckedorff, Präsident des Landesökonomiekollegiums, bat daher den König am 20. März 1853, die Genehmigung zur Aufstellung des Thaerschen Denkmals in Berlin zu ertheilen und ihm dort einen Platz anweisen zu wollen. Nach zehn Wochen, am 30. Mai, antwortete man im Zivilkabinett des Königs, dass Thaers Standbild in Berlin aufgestellt werden könnte und schlug den Hof des Lagerhauses in der Klosterstraße oder den Alexanderplatz vor, auf dem das Denkmal mit einem Brunnen in Verbindung zu bringen seyn sollte. Für die Denkmal-Aufstellung auf dem einen oder anderen Platz verlangte man aber die Zustimmung der betreffenden Behörden.
Als Ende November 1854 die Aufstellung des Beuth-Denkmals auf dem Platz an der Bau-Akademie genehmigt wurde, war nach Ansicht des Landesökonomiekollegiums vom Februar 1858 der bis dahin von vielen Seiten bestrittene Grundsatz anerkannt, daß die geeigneten Plätze der Hauptstadt zur Aufstellung nicht nur der Statuen der vaterländischen Kriegshelden, sondern auch solcher Männer benutzt werden müßten, die durch ihre bürgerlichen Verdienste eine Zierde des Vaterlandes geworden sind.

## Das Thaer-Denkmal vor der Berliner Bauakademie
Am 27. November 1854 genehmigte der König, dass das Beuth-Denkmal auf dem Platze an der Bau-Akademie in Meiner Residenz Berlin aufgestellt werde. Dies motivierte Beckedorff, wenn auch gut 14 Monate später, am 7. Februar 1856 zu folgender Anfrage beim König: Vielleicht dürfte es nicht unangemessen seyn, wenn neben demselben auch das Standbild Thaer's seinen Platz fände. Im Zivilkabinett des Königs ging man auf Beckedorffs Vorschlag nicht ein, sondern erinnerte an die beiden im Schreiben vom 30. Mai 1853 bezeichneten Plätze, also den Hof des Lagerhauses in der Klosterstraße oder den Alexanderplatz, und man stellte an Beckedorff die Frage, aus welchen Gründen davon eventuell abgestanden werden sollte. Er antwortete am 26. März 1856, nach reiflicher Berathung mit dem Professor Rauch, dass sie von den zur Wahl gestellten Plätzen keinen für ganz geeignet erkennen könnten und sprach sich nochmals für die Aufstellung neben dem Beuth-Denkmal aus.
Am 27. Februar 1857 baten die Mitglieder des Comite's zur Errichtung eines Denkmals für Albrecht Thaer den König um Genehmigung, dass das Thaer-Denkmal als ein Seitenstück des für Beuth bestimmten, auf dem Platz vor der Bau-Akademie aufgestellt werden darf. Der König antwortete am 4. April 1857 bezüglich des Thaer-Denkmals, daß auch dieses Monument auf demselben Platze neben dem für Beuth bestimmten aufgestellt werde. Am 12. April 1857, eine Woche nach dem königlichen Erlass, schrieb Christian Daniel Rauch an seinen Freund Friedrich Gottlieb Welcker, dass er mit dem Modell eines dozirenden Professors beschäfftigt war, das den Doctor Albr. Thaer im Kostüm beim Akergeräth oder auch zum Schaafstall tüchtig dar(stellen) sollte und das Monumentale Pendant zu diesem, nämlich der Geheime Rath Beuth auch zum Bronzgusse ausgeführt würde. Rauch sah einen Fortschritt in der Aufstellung der beiden Denkmäler, die nebeneinander auf dem Platz der hiesigen Bauschule gegen die Schloßbrücke gewendet, eine besondere Bedeutung als die ersten Helden auf öffentlichem Platze ohne Degen!! erlangten.
Am 31. Januar 1858 wandte sich das Zentralkomitee zur Errichtung des Beuth-Denkmals an den Minister für Handel, Gewerbe und öffentliche Arbeiten August von der Heydt, um Rücksichten und Bedenken gegen diese Nebeneinanderstellung des Beuth- und Thaer-Denkmals vorzutragen. Ausgehend von der schon mehrfach angeregten Idee, auch Karl Friedrich Schinkel ein öffentliches Denkmal zu errichten, schien dem Beuth-Komitee kein anderes Denkmal in gleichem Maße wie dieses sich zum Seitenstücke zu dem Beuth-Denkmale geeignet zu sein. Begründet wurde es damit, dass Beuth und Schinkel das Bau-Akademie-Gebäude ins Leben gerufen und die darin befindlichen Institute eine lange Reihe von Jahren geleitet hatten. Außerdem sah man das in der Bau-Akademie aufgestellte Beuth-Schinkel Museum als Beleg für die enge Verbindung, in der beide Männer mit einander standen. Einwände erhob das Beuth-Komitee auch durch den Vergleich der Denkmale von Beuth und Thaer, die eine solche Verschiedenartigkeit ihres Characters aufwiesen, daß sie sich zu Seitenstücken nicht eben eignen würden. Nach Ansicht des Beuth-Komitees gab Bildhauer August Kiß Beuth in seiner, der gegenwärtigen Generation wohl bekannten Persönlichkeit ganz einfach und getreu wieder, in seiner persönlichen Tracht und Haltung, ohne schmückendes Beiwerk. Dagegen stellte Rauch die der gegenwärtigen Generation schon ferner stehende Persönlichkeit Thaer's mehr idealisirt dar, in mantelartigem Gewande, mit Beigabe des Pfluges, als Sinnbildes seiner Wirksamkeit. Das Beuth-Komitee bat daher den Handelsminister um Vermittlung, dass von der Aufstellung des Thaer-Denkmals auf dem Platze an der Bau-Akademie als Seitenstück zu dem Beuth-Denkmal Abstand genommen werde.
Das Thaer-Komitee erhielt vom Beuth-Komitee diesen am 31. Januar 1858 an von der Heydt erstatteten Bericht abschriftlich mitgetheilt, sodass dem Handelsminister am 16. Februar 1858 eine Gegendarstellung unterbreitet werden konnte. Sie begann mit folgendem Einwand: Der Gedanke, daß die Statuen von Beuth und von Thaer als Seitenstücke zu behandeln und in unmittelbarer Nähe auf demselben Platz aufzustellen wären, ist bekanntlich von dem verewigten Rauch ausgegangen. Im Übrigen bestritt das Thaer-Komitee die Idealisierung des Thaer-Denkmals und betonte, dass das Bild von Thaer ganz Portrait und so wenig idealisirt (ist), daß sogar manche Beschauer schon an dem Kostüm und besonders an den Stulpstiefeln Anstoß genommen hätten. Zur Absicht, den Platz neben Beuth für ein Denkmahl von Schinkel zu reserviren, bemerkte das Thaer-Komitee, dass der geräumige Platz auch sehr wohl drei Monumente fassen könnte und so auch die Interessen der Verehrer von Schinkel gewahrt würden, ohne daß die Aufstellung der Monumente von Thaer und von Beuth als der beiden Koryphäen des Landbaus und der Industrie gefährdet oder verzögert würde. In der Errichtung der Monumente von Beuth und Thaer als Seitenstücke auf einem und demselben Platz sah das Komitee die große Wahrheit ausgesprochen, daß der Landbau und die übrige Gewerbthätigkeit im preußischen Staate gleich berechtigt und gleich geehrt waren und daß nur durch ein einträchtiges von jeder Eifersüchtelei fern gehaltenes Zusammenwirken von beiden das Wohl des Ganzen wahrhaft gefördert werden konnte.
In Stellvertretung des kranken Friedrich Wilhelms IV. forderte der Prinz von Preußen die Kontrahenten am 10. März 1858 auf, mit einander diese Angelegenheit zu berathen und demnächst darüber gemeinschaftlich zu berichten, in der Hoffnung auf eine alle Theile zufriedenstellende Verständigung. Der gemeinsame Bericht von der Heydts und des Landwirtschaftsministers Erdmann von Pückler erfolgte erst im Juni 1860. In ihm wurden drei Varianten vorgeschlagen und die Entscheidung dem Prinz von Preußen überlassen. Er gab am 9. Juli 1860 der Ansicht von Pücklers den Vorzug und entschied, die Statuen vor der Bau-Akademie zu Berlin im Kreisbogen aufzustellen und zwar Schinkel in der Mitte, Beuth an der Wasserseite und Thaer an der Häuserseite.

## Ehrungen
1811 wurde Albrecht Daniel Thaer Ehrenmitglied der Leipziger Ökonomischen Societät.
Seit 2009 informiert im neu erbauten modernen Pavillon in Möglin eine Dauerausstellung über das Leben und Wirken Thaers.

### Denkmale
Denkmale für Albrecht Daniel Thaer befinden sich an mehreren Orten:

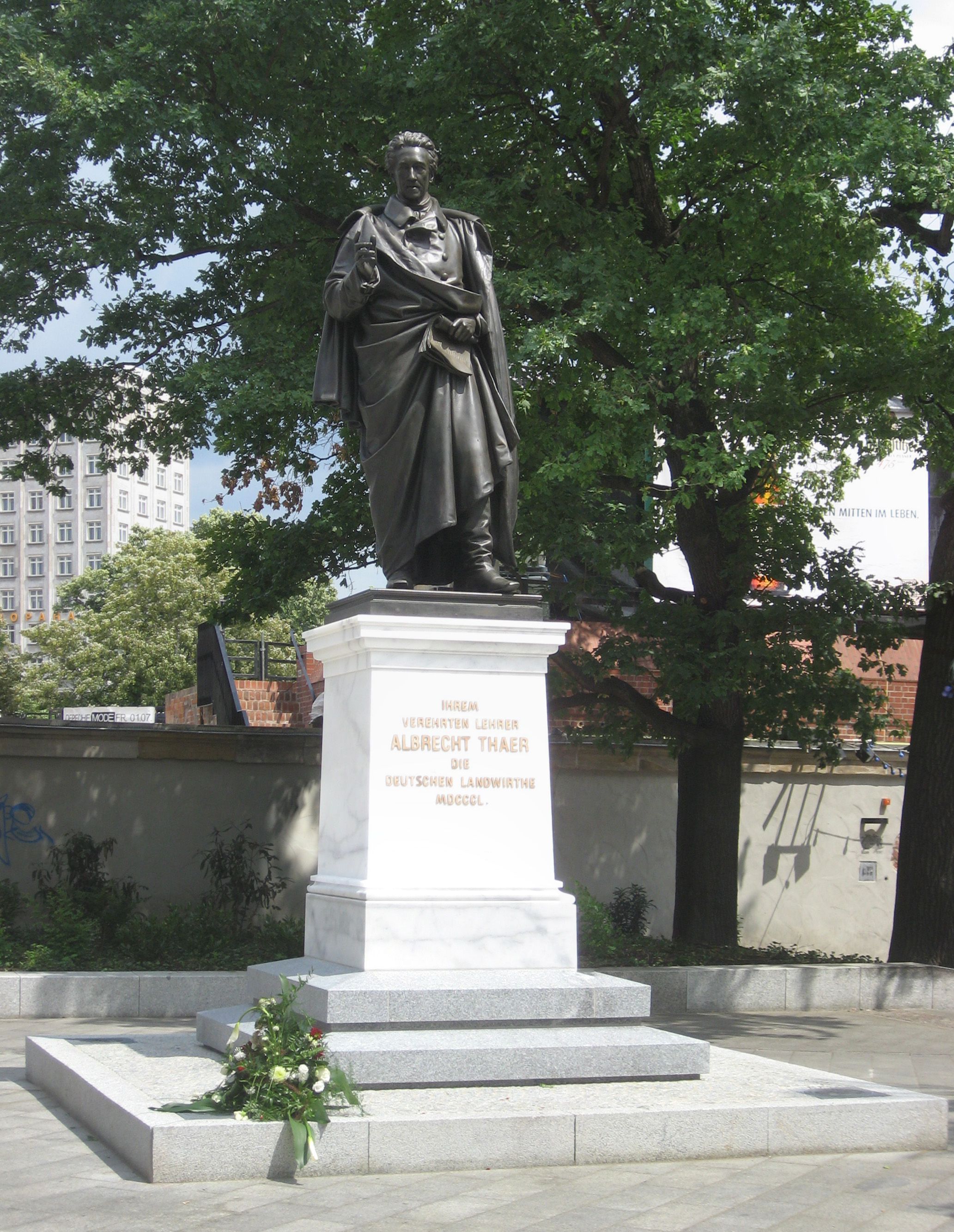
Albrecht-Thaer-Denkmal in Leipzig, geschaffen von Ernst Rietschel, 1850

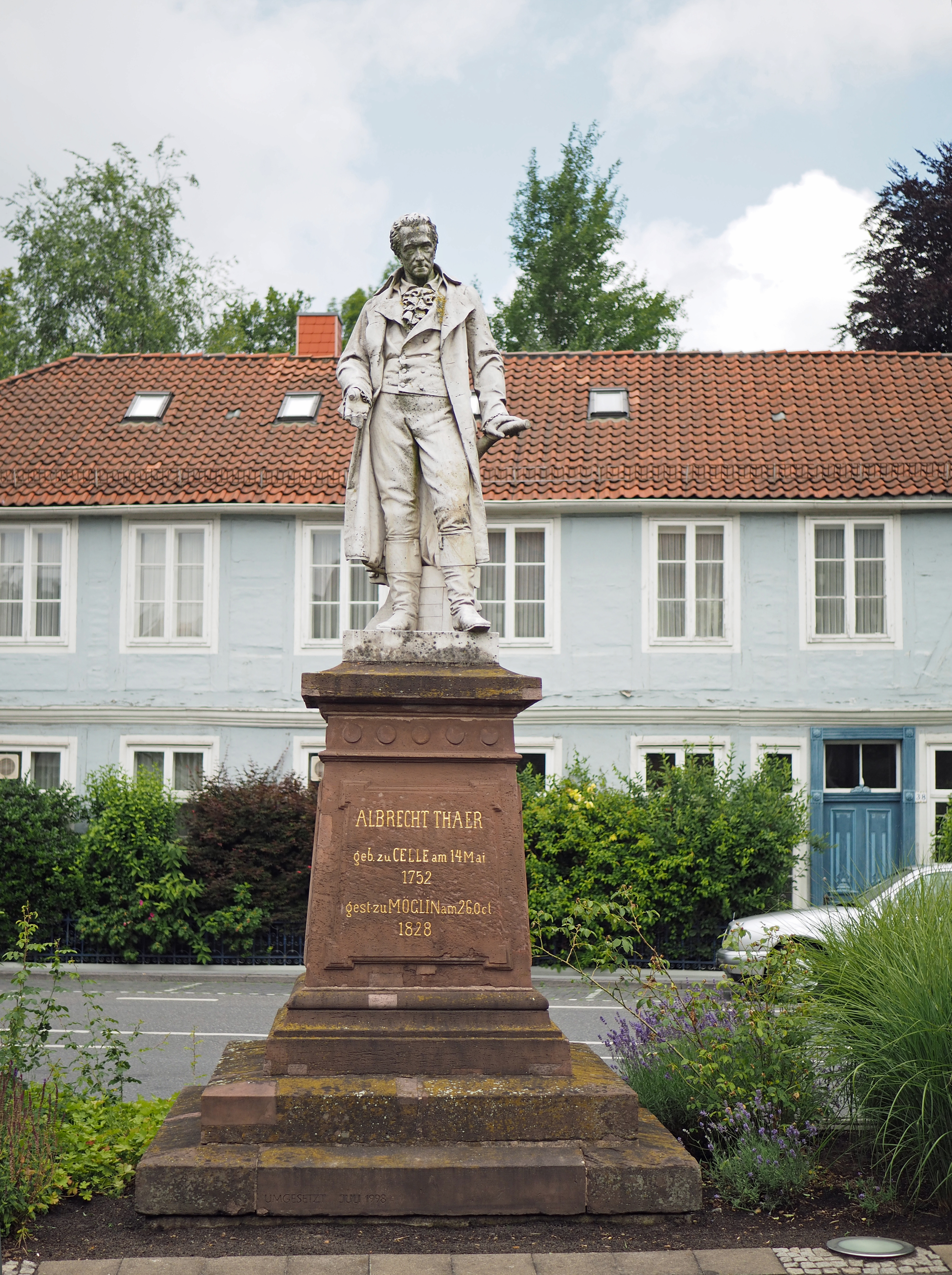
Albrecht-Thaer-Denkmal in Celle, geschaffen von Ferdinand Hartzer, 1873

- Leipzig: Denkmal basierend auf einem Entwurf von Ernst Rietschel, aufgestellt 1859
- Berlin-Mitte, Invalidenstraße 42: Standbild, seit 1952 im Lichthof der Landwirtschaftlich-Gärtnerischen Fakultät der Humboldt-Universität zu Berlin, dem sogenannten Thaersaal.[90][91] Die Skulptur ist das 1860 nach Entwürfen von Christian Daniel Rauch durch Hugo Hagen ausgeführte überlebensgroße Bronzestandbild, das zuerst auf dem Schinkelplatz stand. Auf der Rückseite des Denkmals findet sich diese Inschrift: „Dieses Standbild von A. D. Thaer wurde anlässlich seines 200. Geburtstages vom Schinkelplatz hierher gebracht.“[92] Im Jahr 1999 wurde eine Kopie des Thaer-Denkmals (im Zuge der Restaurierung des historischen Schinkelplatzes) aufgestellt, das Original verblieb in der Humboldt-Universität.
- Celle: Denkmal, geschaffen 1873 von Ferdinand Hartzer zum 45. Todestag Thaers[93]
- Göttingen: eine Göttinger Gedenktafel in der Rote Straße 29
- Halle (Saale): eine im Jahr 1914 aufgestellte Thaer-Stele
- Möglin: eine im Mögliner Park 1978 von Horst Engelhardt geschaffene Thaer-Büste der Thaer-Gedenkstätte
- Kaaden (heute Kadaň, Tschechien): Denkmal, errichtet 1905, Entwurf Moritz Cernil, Ausführung Karl Legrain und Josef Kraus

### Thaer-Gesellschaften
Seit 1952 besteht eine Albrecht-Thaer-Gesellschaft, die die agrarwissenschaftliche Erforschung des Raumes Niedersachsen zum Ziel hat.
1991 wurde aus der Arbeitsgruppe Thaer beim Kulturbund der DDR die Fördergesellschaft Albrecht Daniel Thaer Möglin e. V. gegründet. Sie betreibt eine Gedenkstätte in Reichenow-Möglin.

### Geldschein
Die Reichsbank druckte das Porträt von Albrecht Daniel Thaer auf den 10-Reichsmark-Scheinen von 1929 ab. Diese Banknote war auch noch 1948 in den drei Westzonen (Trizone) gültig, bis zur Einführung der Deutschen Mark durch die Währungsreform im Juni 1948.

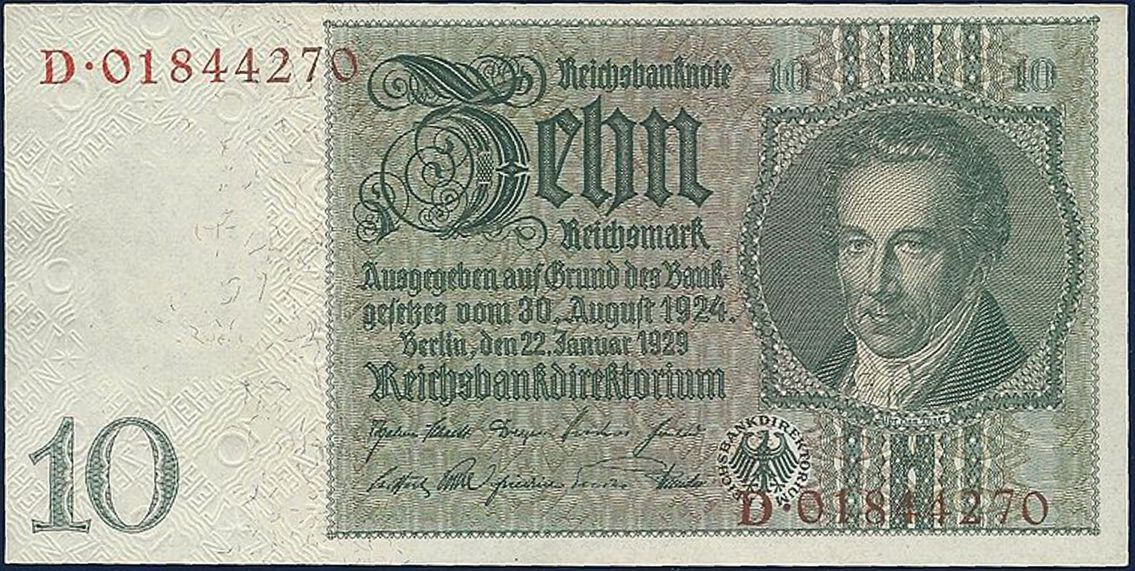
10-Reichsmark-Schein von 1929
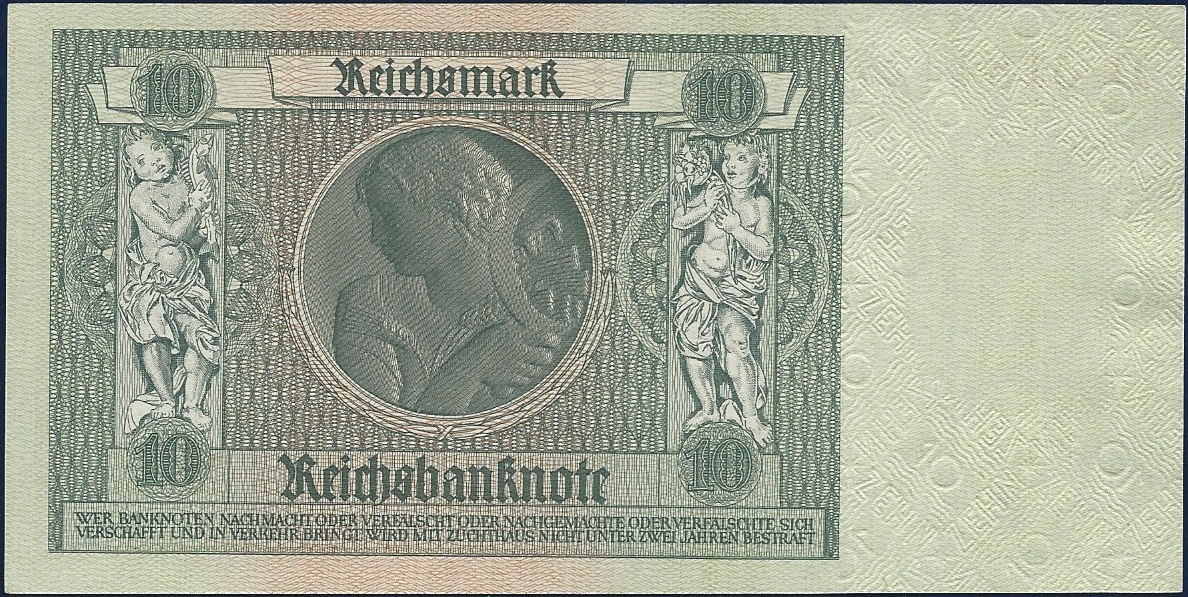
Nummernlose Rückseite (1945)

### Briefmarken
Zum 225. Geburtstag von Albrecht Daniel Thaer gab die Post der DDR 1977 im Rahmen ihrer Ausgabenreihe Bedeutende Persönlichkeiten eine ihm gewidmete Briefmarke heraus. Am 2. Mai 2002 erschien eine Sonder-Briefmarke der Deutschen Post AG anlässlich seines 250. Geburtstages.

### Thaer als Namensgeber
Die Landwirtschaftlich-Gärtnerische Fakultät der Humboldt-Universität zu Berlin verleiht seit 1998 die Thaermedaille. Die Fakultät wurde am 31. März 2014 in das „Albrecht Daniel Thaer-Institut für Agrar- und Gartenbauwissenschaften“ umgewandelt.
In Halle (Saale) ist ein Stadtteil als Thaerviertel benannt. In Göttingen tragen ein Studentenwohnheim und eine Straße seinen Namen. Derartige Straßen finden sich auch in Münster, den Berliner Ortsteilen Friedrichshain und Prenzlauer Berg, dem Ahrensfelder Ortsteil Blumberg, dem Rüdersdorfer Ortsteil Hennickendorf, ferner in Hildesheim, Kleinburgwedel, Leipzig, Görlitz, Potsdam, Remscheid-Lennep, Uelzen, Walsrode, Soltau und Gießen. Die heutige ul. Karolewska im polnischen Łódź hieß von 1939 bis 1945 ebenfalls Albrecht-Thaer-Straße.
Die Albrecht-Thaer-Schule in Celle, eine berufsbildende Schule für Agrarwirtschaft, ehrt den Agrarwissenschaftler ebenso wie die von ihr betriebenen Einrichtungen Café KräuThaer und KräuThaer-Laden im Heilpflanzengarten Celle. Das Albrecht-Thaer-Gymnasium in Hamburg-Stellingen wurde jedoch nicht nach Albrecht Daniel Thaer benannt, sondern nach seinem Urenkel Albrecht Wilhelm Thaer.

## Werke
- Einleitung zur Kenntniß der englischen Landwirthschaft. 3 Bände. 1798–1804; Band 1: books.google.de – Band 2: archive.org – Band 3: archive.org.
- Grundsätze der rationellen Landwirthschaft. 4 Bände. Realschulbuchhandlung, Berlin 1809–1812. (Digitalisat und Volltext im Deutschen Textarchiv Band 1. 1809, Digitalisat und Volltext im Deutschen Textarchiv Band 2. 1810, Digitalisat und Volltext im Deutschen Textarchiv Band 3. 1812, Digitalisat und Volltext im Deutschen Textarchiv Band 4. 1812)
- Leitfaden zur allgemeinen landwirthschaftlichen Gewerbs-Lehre. KLWG, Realschulbuchhandlung, Berlin 1815; archive.org.
- Geschichte meiner Wirthschaft zu Möglin. Realschulbuchhandlung, Berlin 1815. (Digitalisat und Volltext im Deutschen Textarchiv)
- Vermischte landwirthschaftliche Schriften aus den Annalen der niedersächsischen Landwirthschaft. 3 Bände. Band 1: archive.org – Band 2: archive.org – Band 3: books.google.de